# Stadion pod Bijelim brijegom
Stadion pod Bijelim brijegom – wielofunkcyjny stadion w Mostarze, w Bośni i Hercegowinie. Został otwarty w 1958 roku. Obiekt może pomieścić 20 000 widzów, z czego 9000 miejsc jest siedzących. Swoje spotkania rozgrywa na nim drużyna Zrinjski Mostar.